# Frans Hogenbirk
Frans Hogenbirk (Groningen, 1918. március 18. – Haren, 1998. szeptember 13.), holland válogatott labdarúgó, edző.
A holland válogatott tagjaként részt vett az 1938-as világbajnokságon.